# Der Goldene Schuß
Der Goldene Schuß was een populair 90 minuten durend spelshowprogramma van de Duitse televisiezender ZDF, gepresenteerd door Lou van Burg en later door Vico Torriani.

## Het ontstaan
De ARD zette bij hun grote amusementsprogramma's in op Hans-Joachim Kulenkampff en Otto Höpfner. Om daar iets tegenover te stellen, contracteerde het ZDF Peter Frankenfeld en Lou van Burg. Frankenfeld presenteerde met Vergißmeinnicht een show, die hij zelf had bedacht en die net als Der Goldene Schuß te zien was van 1964 tot 1970. Der Goldene Schuß was een technisch groots opgezet spelidee, waarvoor een jaar voorbereiding werd uitgetrokken, voordat het kon worden uitgezonden en was gebaseerd op de beroemde appel–scene uit Willem Tell van Friedrich von Schiller

## Gebruik van de kruisboog
Het bijzondere was, dat de toeschouwers via telefoon rechtstreeks konden ingrijpen in het programma. Er stond een statief opgesteld met daarop gemonteerd een beweegbare kruisboog met een daarachter bevestigde tv-camera. Daarbij was de optische as van het camera-objectief met de lijn "Kimme – Korn – Ran" identiek. Dus kon de meedingende toeschouwer thuis voor de beeldbuis schieten op een schietschijf door gebruikmaking van de commando's hoger, lager, links, rechts en vuur. De cameraman volgde de commando's geblinddoekt op, door te sturen met een joystick, die zich bevond aan een zuil naast de kruisboog. Dit was de eerste interactieve tv-uitzending in Europa. Schutters uit de zaal voerden het schot direct met de joystick uit.
De 25e editie werd  op 25 augustus 1967 live uitgezonden vanaf de Deutsche Funkausstellung in Berlijn als eerste officieel in kleur uitgezonden show van de Duitse televisie, nadat de PAL-kleurentelevisie in de morgen van de zelfde dag was ingevoerd. Voor de kruisboog kon echter alleen nog de gewone zwartwit-camera worden gebruikt, omdat kleurencamera's gevoelig waren voor trillingen. Het evenement vond plaats in de Deutschlandhalle met 5000 toeschouwers.

## Showgedeelte
Naast de spelen waren er in iedere uitzending vier showblokken, waarbij Lou van Burg in een deel ook zelf muzikaal optrad, steeds begeleid door Max Greger en zijn bigband. Het eerste showgedeelte bevatte het kwalificatieschot, het tweede de eerste spelronde. In het derde gedeelte werd de schutterskoning bepaald. Iedere editie bevatte een bepaald motto, waaraan het decor, de eerste speelronde, een prominente gast en ook een gedeelte van de showblokken werd aangepast. 

## Ontwikkeling
Het spelidee werd ontwikkeld door de Zwitser Hannes Schmid. Samen met zijn vriend Werner Schmid (geen verwantschap) produceerde hij met Schmid Productions het programma voor circa 250.000 DM per aflevering. De gecontracteerde presentator kreeg 15.000 DM voor een aflevering. Tijdig vooraf aan de introductie van de kleurentelevisie had Hannes Schmid de Goldene Kassette ontwikkeld, een apparaat waarin de telefoonhoorn kon worden gelegd, zoals later bij de modem. Door middel van een toetsindruk kon de kruisboog direct bestuurd worden. Dit gebeurde via sinustonen van verschillende frequenties, die werden doorgestuurd via een telefoonleiding naar de daarbij behorende stuurinrichting aan de kruisboog.

## Presentatoren

### Lou van Burg
Lou van Burg was bij de Duitse toeschouwers reeds bekend van de beëindigde ARD-show Sing mit mir – spiel mit mir, waardoor de introductie-uitzending dan ook Wiedersehen mit Lou van Burg heette. Op 4 december 1964 vierde de show met de als Mr. Wunnebar bekende Nederlandse entertainer première in de Jahrhunderdhalle Hoechst. Het programma werd snel populair en de kijkdichtheid lag altijd boven de 40%, in 1967 zelfs op 72%. Van Burg presenteerde de show met veel geestdrift en een hoorbaar Nederlands accent. 
Lou van Burg was nog getrouwd, maar woonde samen met zijn 41-jarige vriendin Angèle Durand. Tijdens een persconferentie maakte Durand bekend, dat van Burg haar had verlaten ten gunste van zijn 29-jarige tournee-assistente, de Rijnlandse Marianne Krems, een gehuwde vrouw met een driejarig kind. Vanwege de publicaties in alle boulevardbladen werd Lou van Burg op 11 juni 1967 door het ZDF ontslagen.
Reeds in 1976 circuleerden bij de pers speculaties omtrent een hereditie van Der Goldene Schuß, echter pas in januari 1983 kondigde het ZDF een verkorte 50 minuten durende versie aan van het kruisboogschieten onder de titel Spiel mit Onkel Lou van 12 maart tot 21 mei 1983 met zes afleveringen onder regie van Horst Eppinger met iets gewijzigde spelregels. Spiel mit Onkel Lou had met gemiddeld 3,3 miljoen toeschouwers teleurstellende kijkcijfers. Voor Lou van Burg was het de laatste presentatie bij de televisie.

### Vico Torriani
Vooraf aan de editie van de Deutsche Funkausstellung in Berlijn werd Rudi Carrell middels een persvoorlichting op 15 juli 1967 voorgesteld als opvolger van Lou van Burg, maar deze zegde af wegens tv-verplichtingen, waarop Vico Torriani zich bereid verklaarde, alhoewel deze zich tijdens de repetities net op een tournee bevond. Torriani deed het goed bij de toeschouwers, maar in mindere mate dan zijn voorganger. Zijn vaardigheid lag meer bij het zingen dan in gesprekken met gasten, waarin hij iets onbeholpen overkwam. Niettemin bleef de kijkdichtheid stabiel en bereikte topwaarden van meer dan 70%. Desondanks werd de show in de zomer van 1970 met de 50e uitzending beëindigd, omdat het ZDF zijn programma voor de jaren 1970 nieuw wilde vormgeven.

## Internationaal
Vanaf 1965 liep Der Goldene Schuß bij meerdere buitenlandse tv-stations, waaronder Nederland, België en Zwitserland (als Tele-Tell, presentator Mäni Weber). Daarna volgden Frankrijk, Italië en later zelfs landen buiten Europa. In het midden van de jaren 1970 liep de show nog wereldwijd in meer dan 20 landen.

## Sat.1
De privézender Sat.1 nam het spelidee in de late jaren 1980 weer op, allereerst in het kader van het ontbijtprogramma Guten Morgen mit Sat.1, daarna als zelfstandig dagelijks programma met wekelijks wisselende presentatoren, waaronder Rita Werner en Jörg Draeger.